# Osterbach (Fulda)
Der Osterbach im nordhessischen Landkreis Kassel ist ein 7,2 km langer, linksseitiger bzw. nördlicher Zufluss der Fulda.

## Verlauf
Der Osterbach entspringt im Südteil des Reinhardswalds. Seine Quelle liegt an der Westflanke des Osterbergs bzw. an der Südostflanke des Junkernkopfs. Sie befindet sich unweit südwestlich eines auf 398,5 m ü. NHN gelegenen Abzweigs des breiten Waldwegs Alte Kohlenstraße, der den an der Landesstraße 3232 gelegenen Parkplatz Roter Stock im Westen mit dem Gahrenberg im Osten verbindet, versteckt im Wald auf etwa 390 m Höhe.
Anfangs fließt der Osterbach entlang dem Wanderweg Steigerpfad nach Süden. Aus dem Wald ausgetreten passiert er das westlich gelegene Holzhausen, einem ostsüdöstlichen Stadtteil von Immenhausen, wobei ein von der Quelle Hoher Born aus Richtung Osten kommendes Bächlein einmündet. Etwas weiter südlich führt eine Brücke der Holzhausen und Wilhelmshausen miteinander verbindenden Landesstraße 3239 über den Bach.
Dann verläuft der Osterbach entlang der von der Landesstraße abzweigenden Kreisstraße 40, an der zwischen dem nordwestlich gelegenen Krönchenberg (252,6 m) und dem nordöstlich befindlichen Steinkopf (ca. 250 m; mit Naturschutzgebiet Termenei bei Wilhelmshausen) an einer Brücke der von Nordnordwesten aus Richtung Holzhausen kommende Krummbach als sein längster Zufluss einmündet. Anschließend fließt der Bach in südöstlicher Richtung weiterhin entlang der K 40 und von nun auch entlang von Märchenlandweg und Eco Pfad Kulturgeschichte Knickhagen−Wilhelmshausen nach und durch Knickhagen, einem nordöstlichen Gemeindeteil von Fuldatal. Im Dorf stand im Mittelalter am Osthang oberhalb des Bachs die Burg Knickhagen.
Etwas später fließt dem Osterbach an der Untermühle ein vom bei Rothwesten befindlichen Eichenberg (Bereich der Fritz-Erler-Kaserne der Bundeswehr) kommender Bach zu. Nahe dieser Mühle existierte von 1594 bis 1666 die Eisenhütte Wilhelmshütte. Danach passiert das Fließgewässer die mündungsnahe Spiegelmühle, die 1594 als Eisenhütte gegründet wurde. Der Bereich beider Wassermühlen war im Siebenjährigen Krieg (1756–1763) einer der Schauplätze der Schlacht bei Lutterberg (23. Juli 1762), die nach dem jenseits der Fulda an der Lutterberger Höhe gelegenen Dorf Lutterberg (heutiger Gemeindeteil von Staufenberg in Niedersachsen) benannt wurde.
Zwischen den Fuldataler Gemeindeteilen Wahn- und Wilhelmshausen trifft die den Osterbach begleitende K 40 etwa 1,2 km südöstlich von Knickhagen bei 128,3 m Höhe auf die Bundesstraße 3, die sich die Trasse mit der Dornröschen-Route der Deutschen Märchenstraße teilt. Nach deren Unterqueren und jenem des Fulda-Radwegs mündet der Bach auf rund 125 m Höhe in den westlichen Weser-Quellfluss Fulda, in dessen Flussmitte sich die Grenze zum Landkreis Göttingen in Niedersachsen befindet. Seiner beim Fuldaflusskilometer 9,85 gelegenen Mündung gegenüber steht südlich bzw. jenseits des Flusses der Speeler Wartturm (auch Warteturm genannt), der im Mittelalter erbaut wurde und einst der Handelsweg-Überwachung diente.

## Wasserscheide
Das Quellgebiet des Osterbachs liegt auf der Fulda-Diemel-Wasserscheide, die ein Teil der Diemel-Eder/Fulda/Weser-Wasserscheide ist: Während der Osterbach südwärts in die Fulda und dann in die Weser fließt, verläuft die Lempe, die etwa 2,7 km nordnordwestlich der Osterbachquelle jenseits des Junkernkopfs entspringt, nordwestwärts in die Esse, die über die Diemel nach Norden der Weser zustrebt.

## Einzugsgebiet und Zuflüsse
Zu den Zuflüssen des Osterbachs, dessen Einzugsgebiet 18,199 km² groß ist, gehören mit orographischer Zuordnung (l = linksseitig, r = rechtsseitig), Gewässerlänge, Mündungsort mit Bachkilometer und – wenn bekannt – Einzugsgebietsgröße (flussabwärts betrachtet):
- Bach vom Hohen Born (l; 0,7 km), östlich von Immenhausen-Holzhausen (nahe km 4)
- Krummbach (r; 5 km), oberhalb Fuldatal-Knickhagen (nahe km 1,7), 8,751 km²
- Bach vom Eichenberg (r; 1,1 km), südlich von Fuldatal-Knickhagen (nahe km 0,4)

## Sehenswürdigkeiten
Zu den Sehenswürdigkeiten nahe dem Osterbach gehören: 
- Naturschutzgebiet Termenei, ca. 1,5 km nordnordöstlich von Fuldatal-Knickhagen am Steinkopf
- Volkssternwarte Rothwesten in Rothwesten, ca. 3,5 km westlich der Osterbachmündung
- Eco Pfad Kulturgeschichte Knickhagen−Wilhelmshausen[3], Lehrpfad unter anderem am Bachunterlauf
- Burg Knickhagen, abgegangene Burg in Knickhagen, von der noch Wälle und Gräben erhalten sind